# 冈田梦以
冈田梦以（1996年5月19日—），日本歌手、声优， 出生于埼玉县深谷市，隶属于 Ace Crew Entertainment（業務提㩦）。2014年起，她成为日本偶像组合转校少女的队长，直至2019年退出。另外，她在武士道的《D4DJ》企划中饰演 Merm4id 的水岛茉莉花，并在《BanG Dream!》中饰演八幡海铃/Timoris，同时作为乐队Ave Mujica的贝斯手。

## 经历
冈田梦以于1996年5月19日出生在埼玉县深谷市。 2014年11月，她成为日本偶像组合转校少女的创始队长 。 2019年9月，她宣布将在组合 2019 年的全国巡演后离开转校少女。2019年11月16日，她在东京涩谷的涩谷公会堂举行的巡演终场演出中完成了最后一次表演。 此外，2016年起她开始主持个人朗诵会《梦咏抚子》。 
2019年7月，她加入了《D4DJ》系列，成为 Merm4id 的四位成员之一，饰演水岛茉莉花，并在《D4DJ Groovy Mix》（2020年）、《D4DJ Petit Mix》（2021年）和《D4DJ All Mix》（2023年）中为该角色配音。2020年10月，她在武士道的跨媒体企划《Road59》中饰演柊彩爱。
2023年9月，在《BanG Dream! It's MyGO!!!!!》的最终回，冈田梦以饰演八幡海铃/Timoris，被宣布为此前从未公开成员身份的《BanG Dream!》乐队 Ave Mujica 的贝斯手  在加入该企划之前，她对乐器的经验仅限于小学时的钢琴课。但在加入 Ave Mujica 之前的几个月，她决定开始学习贝斯。 她在续作《BanG Dream! Ave Mujica》中继续扮演八幡海铃。
梦以有两个姐妹。

## 出演作品

### 电视动画
2021年
- 《D4DJ First Mix》（水岛茉莉花）

2022年
- 《D4DJ Double Mix》（水岛茉莉花）

2023
- 《D4DJ All Mix》（水岛茉莉花）[8]
- 《BanG Dream! It's MyGO!!!!!》（八幡海铃/Timoris）[10]

2025
- 《BanG Dream! Ave Mujica》（八幡海铃/Timoris）[12]

### 网络动画
2021
- 《D4DJ Petit Mix》（水岛茉莉花）[7]

### 游戏
2020
- 《D4DJ Groovy Mix》（水岛茉莉花）[6]